# Internationaux de Strasbourg 2011
L'Internationaux de Strasbourg 2011 è stato un torneo femminile di tennis giocato sulla terra rossa. È stata la 25ª edizione del torneo che fa parte della categoria International nell'ambito del WTA Tour 2011. Si è giocato a Strasburgo in Francia dal 16 al 21 maggio 2011.

## Partecipanti

### Teste di serie
| Giocatrice | Nazionalità             | Ranking* | Testa di serie |
| ---------- | ----------------------- | -------- | -------------- |
| Francia    | Marion Bartoli          | 12       | 1              |
| Germania   | Andrea Petković         | 15       | 2              |
| Serbia     | Ana Ivanović            | 22       | 3              |
| Russia     | Nadia Petrova           | 27       | 4              |
| Russia     | Marija Kirilenko        | 30       | 5              |
| Slovacchia | Daniela Hantuchová      | 33       | 6              |
| Spagna     | Anabel Medina Garrigues | 42       | 7              |
| Rep. Ceca  | Lucie Hradecká          | 45       | 8              |

- Ranking al 9 maggio 2011.

### Altre partecipanti
Giocatrici che hanno ricevuto una Wild card:
- Alizé Cornet
- Ana Ivanović
- Pauline Parmentier
- Nadia Petrova

Giocatrici passate dalle qualificazioni:

- Stéphanie Foretz Gacon
- Anna-Lena Grönefeld
- Mirjana Lučić
- Ahsha Rolle
- Christina McHale (lucky loser)

## Campionesse

### Singolare
Andrea Petković ha battuto in finale  Marion Bartoli con il punteggio di 6–4, 1–0 ritiro
- È il 2º titolo in carriera per Andrea Petković.

### Doppio
Akgul Amanmuradova /  Chuang Chia-jung hanno battuto in finale  Natalie Grandin /  Vladimíra Uhlířová con il punteggio di 6–4, 5–7, [10–2]